# Spiroplasma poulsonii
Spiroplasma poulsonii è una specie di batterio appartenente alla famiglia delle Spiroplasmataceae.